# Gare de Salon
La gare de Salon est une gare ferroviaire française, située sur le territoire de la commune de Salon-de-Provence, dans le département des Bouches-du-Rhône, en région Provence-Alpes-Côte d'Azur.
Elle est mise en service en 1873 par la Compagnie des chemins de fer de Paris à Lyon et à la Méditerranée (PLM). C'est désormais une gare de la Société nationale des chemins de fer français (SNCF), desservie par des trains régionaux du réseau TER Provence-Alpes-Côte d'Azur.

## Situation ferroviaire
Établie à 78 mètres d'altitude, la gare de Salon est située au point kilométrique (PK) 56,059 de la ligne d'Avignon à Miramas, entre les gares ouvertes de Lamanon et de Miramas. Ancienne gare de bifurcation, elle était l'origine de la ligne de Salon à La Calade-Éguilles, déclassée par étapes entre le 30 novembre 1941 et le 26 juillet 1973. Elle était aussi, jusqu'en 1950, le point d'aboutissement de la ligne d'Arles à Salon-de-Provence, ligne secondaire à voie normale, exploitée par la Régie départementale des transports des Bouches-du-Rhône.

## Histoire
La gare est construite et mise en service par la Compagnie des chemins de fer de Paris à Lyon et à la Méditerranée (PLM), l'année d'ouverture de la dernière portion de la ligne (Cheval-Blanc – Miramas) en mai 1873.
Au début des années 1900, la gare compte un important trafic de marchandises, approchant les 150 000 tonnes en 1904 ; il est encore de 132 456 tonnes en 1908, avec notamment une progression du transport des huiles et des savons de la production locale.
La gare de Salon figure dans la nomenclature 1911 des gares, stations et haltes de la Compagnie des chemins de fer de Paris à Lyon et à la Méditerranée. Elle porte le no 18 de la ligne d'Avignon à Miramas par Salon, et le no 16 de la ligne de Salon à Aix. C'est une gare pouvant expédier et recevoir des dépêches privées, et elle dispose des services complets de la grande vitesse (GV) et de la petite vitesse (PV).
Les voies de la gare ont été mises sous tension le 20 septembre 1977, lors de l'électrification de la ligne d'Avignon à Miramas.
En 2015, la gare subit des travaux de rénovation ; à cette occasion, elle devient un pôle d'échanges, avec un nouvel intérieur, tandis que les quais et la passerelle sont remis à neuf.

## Fréquentation
De 2015 à 2023, selon les estimations de la SNCF, la fréquentation annuelle de la gare s'élève aux nombres indiqués dans le tableau ci-dessous.
| Année                               | 2015    | 2016    | 2017    | 2018    | 2019    | 2020    | 2021    | 2022    | 2023    |
| ----------------------------------- | ------- | ------- | ------- | ------- | ------- | ------- | ------- | ------- | ------- |
| Nombre de voyageurs                 | 225 915 | 210 354 | 224 561 | 213 132 | 251 198 | 157 387 | 216 918 | 258 190 | 258 542 |
| Nombre de voyageurs + non voyageurs | 282 394 | 262 942 | 280 702 | 266 415 | 313 998 | 196 734 | 271 148 | 322 737 | 323 177 |

## Service des voyageurs

### Accueil
Gare de la SNCF, elle dispose d'un bâtiment voyageurs, avec guichet ouvert du lundi au samedi. Elle est équipée d'automates pour l'achat de titres de transport.

### Desserte
Salon est une gare régionale du réseau TER Provence-Alpes-Côte d'Azur, desservie par des trains de la relation d'Avignon TGV, ou d'Avignon-Centre, ou de Cavaillon, à Miramas ou à Marseille-Saint-Charles.

### Intermodalité
Un parking est aménagé à ses abords. Une navette gratuite appelée « Libébulle » effectue la liaison, en 5 minutes, entre la gare et le centre-ville, à raison d'un départ toutes les 10 ou 12 min.

## Galerie de photographies

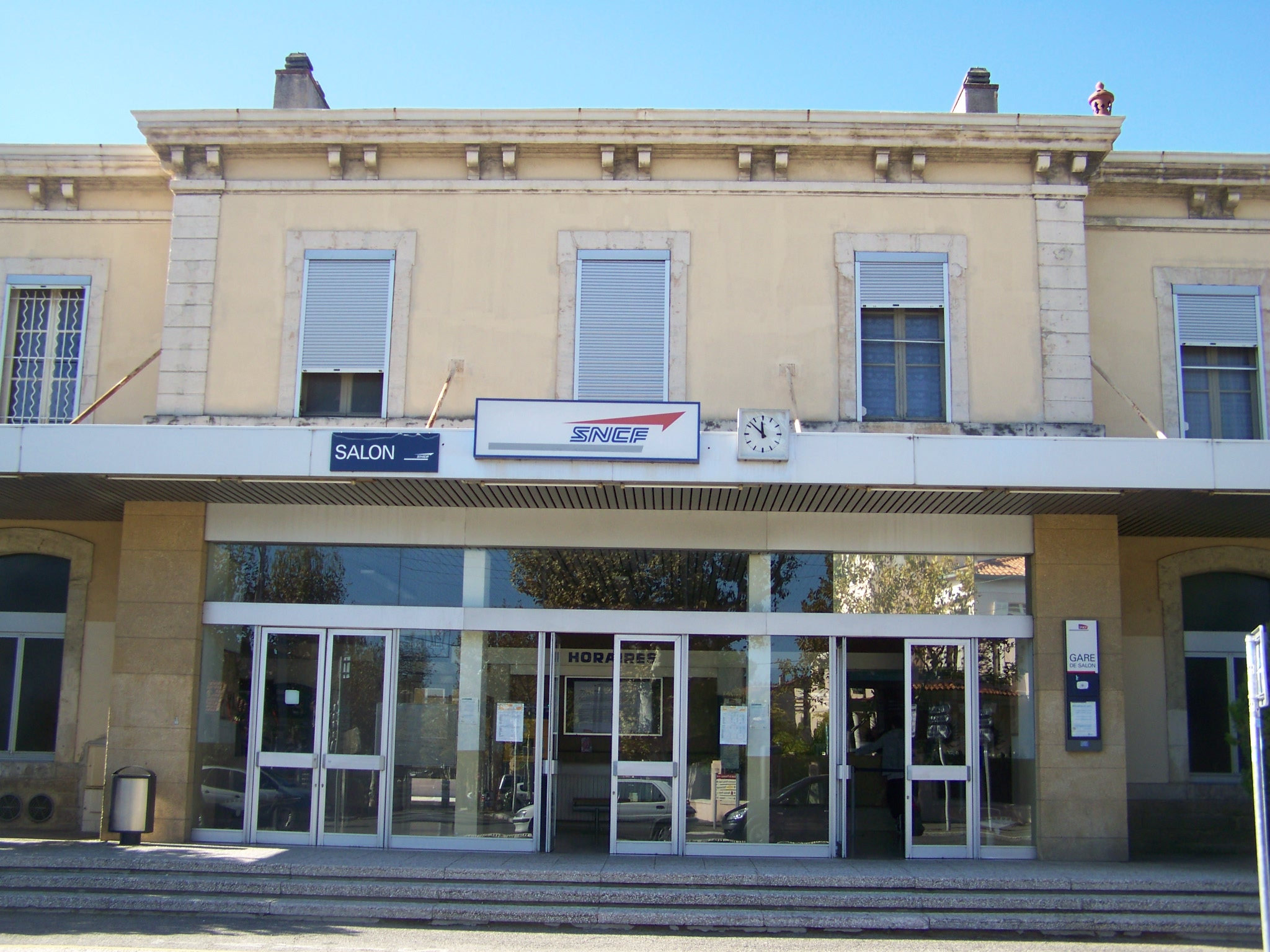
Entrée de la gare.
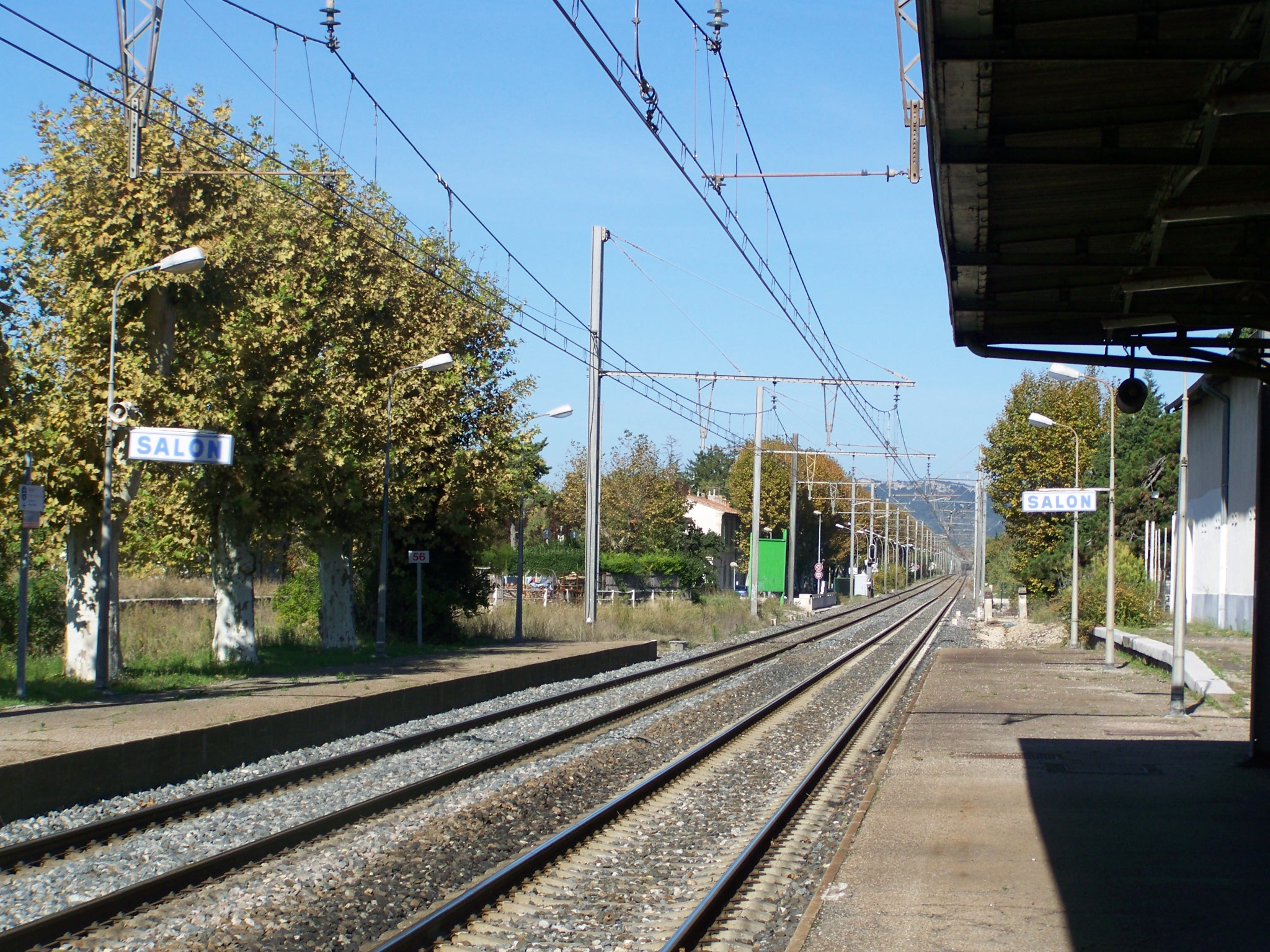
Quais de la gare.
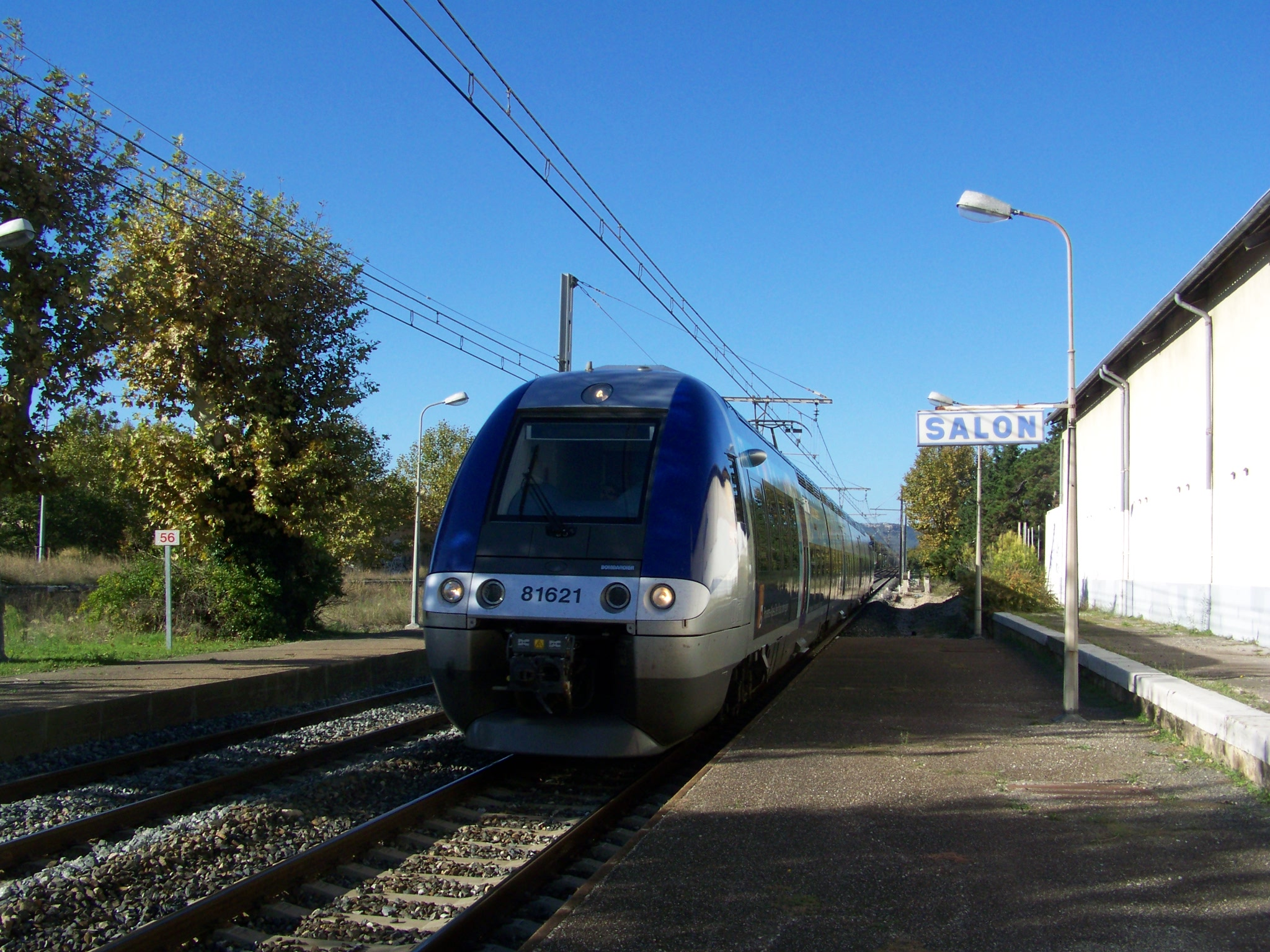
Un TER entre en gare.